# Formosia callipygos
Formosia callipygos är en tvåvingeart som beskrevs av Gerstaecker 1860. Formosia callipygos ingår i släktet Formosia och familjen parasitflugor. Inga underarter finns listade i Catalogue of Life.